# Jacques Louis Saint-Martin
Pour les articles homonymes, voir Saint-Martin.
Jacques Louis Saint-Martin, né le 9 février 1749 à Bitche (Lorraine), mort le 9 décembre 1828 au château de Fontenay à Bléré (Indre-et-Loire), est un général français de la Révolution et de l’Empire.

## États de service
Fils de Bernard de Saint-Martin, écuyer-major de la ville de Bitche, et d'Anne Déchaux, il entre en service en 1765 et il est sous-lieutenant dans la légion de Soubise le 1er janvier 1767. Il reçoit son brevet de capitaine le 22 janvier 1779 et celui de capitaine commandant dans le régiment des chasseurs de Gévaudan en 1781. Le 1er mai 1788, il passe major dans le régiment de Maine et il est fait chevalier de Saint-Louis le 18 mai suivant. Le 4 juillet 1789, il devient lieutenant-colonel dans ce régiment devenu 28e de ligne en 1791.
Adjoint à l’état-major du Midi, il est nommé adjudant-général colonel le 25 septembre 1792 à l’armée des Alpes et le 18 novembre suivant il devient chef d’état-major à l’armée d’Italie. Il est promu général de brigade le 8 mars 1793 et le 7 mai, il prend le commandement de Bastia. En septembre 1793, il rejoint le continent, en raison de problème de santé et il est mis en congé de réforme le 5 novembre 1793. Le 13 octobre 1796, il est autorisé à prendre sa retraite.
Le 29 novembre 1798, il reprend du service comme aide de camp du général d’Anselme, inspecteur des troupes stationnées dans le Midi. En mai 1800, il prend un commandement dans le département du Puy-de-Dôme et il est admis à la retraite le 21 mai 1801. 
Il est élu par le Sénat député d’Indre-et-Loire au corps législatif du 6 janvier 1813 au 20 mars 1815. Il est élevé au grade d’officier de la Légion d’honneur le 6 novembre 1814. 
Il meurt le 9 décembre 1828, à Fontenay commune de Bléré en Indre-et-Loire.

## Sources
- (en) « Generals Who Served in the French Army during the Period 1789 - 1814: Eberle to Exelmans »
- Thierry Pouliquen, « Les généraux français et étrangers ayant servis [sic] dans la Grande Armée » (consulté le 5 janvier 2015)
- Fiche sur Assemblée nationale
- « Cote LH/2438/47 », base Léonore, ministère français de la Culture
- Docteur Robinet, Jean-François Eugène et J. Le Chapelain, Dictionnaire historique et biographique de la révolution et de l'empire, 1789-1815, volume 2, Librairie Historique de la révolution et de l’empire, 886 p. (lire en ligne), p. 727.
- (pl) « Napoléon.org.pl »
- Pierre Jullien de Courcelles, Dictionnaire historique et biographique des généraux français : depuis le onzième siècle jusqu'en 1822, Tome 9, l’Auteur, 1823, 564 p. (lire en ligne), p. 92.
- Georges Six, Dictionnaire biographique des généraux & amiraux français de la Révolution et de l'Empire (1792-1814), Paris : Librairie G. Saffroy, 1934, 2 vol., p. 416